# Nariynteel
Nariynteel (mongoliska: Нарийнтээл Сум, Нарийнтээл, Nariynteel Sum) är ett distrikt i Mongoliet.   Det ligger i provinsen Övörchangaj, i den centrala delen av landet, 500 km sydväst om huvudstaden Ulaanbaatar.